# 今泉一瓢
今泉 一瓢（いまいずみ いっぴょう、1865年（慶応元年） - 1904年（明治37年）9月）は、明治期の錦絵師、漫画家。一瓢は画号で、本名は今泉 秀太郎（いまいずみ ひでたろう）、筆名及び雅号は無鉄峰。1891年（明治24年）4月27日、『時事新報』紙上で日本で初めて「漫画」という語を使い始めた人物として知られている。柔道の達人でもあった。

## 経歴
福澤諭吉の義理の甥（諭吉の妻・錦の姉・今泉釖の長男）。諭吉は秀太郎に絵画の才能があることを見抜き、1884年（明治17年）、秀太郎に命じて錦絵『北京夢枕』を描かせた。この年に、慶應義塾本科を卒業すると、1885年（明治18年）に石版や写真術を学ぶために渡米し、サンフランシスコの貿易商社甲斐商店に入社、1887年（明治20年）ごろまでに甲斐商店に2000円を出資し株主になった。1890年（明治23年）に帰国。次いで井上角五郎と朝鮮に渡り、甲申政変に関与した。時事新報社で諷刺画を担当し、大きな足跡を残したが、病弱だったために1902年（明治35年）には北澤楽天に漫画担当を譲り、40歳で早世した。

## 著作
- 『一瓢漫画集初編』1895年10月31日
- 今泉秀太郎 述、福井順作 記『一瓢雑話』誠之堂、1901年9月29日。NDLJP:898198。
- 原田環 著「翻刻 井上角五郎・今泉秀太郎の甲申政変遭難記」、崔吉城、原田環 共編 編『植民地の朝鮮と台湾　歴史・文化人類学的研究』第一書房〈Academic series new Asia 50〉、2007年6月15日。ISBN 978-4-8042-0772-8。